# Laurel Holloman
Laurel Holloman (* 23. Mai 1971 in Chapel Hill, North Carolina) ist eine US-amerikanische Schauspielerin und Malerin.

## Leben
Holloman spielte bereits im Teenageralter Theater. Nach einem Jahr am College ging sie nach Chicago und nahm am Piven Theatre Workshop teil. Anschließend studierte sie in London an der British American Dramatic Academy Schauspielkunst.
1994 ging sie nach New York City und spielte Theater, unter anderem am Broadway in The Heart is a Lonely Hunter.
1995 gab sie ihr Filmdebüt in dem Film The Incredibly True Adventure of Two Girls in Love. Es folgten einige Gastauftritte in Fernsehserien, unter anderem in Angel – Jäger der Finsternis und Without a Trace – Spurlos verschwunden, außerdem Filmrollen in Boogie Nights (1997), Tumbleweeds (1999) und Alone (2002).
Ihre bekannteste Rolle spielte sie von 2004 bis 2009 in der US-Fernsehserie The L Word – Wenn Frauen Frauen lieben als Tina Kennard an der Seite von Jennifer Beals. Für diese Rolle wurde sie 2004 mit dem Satellite Award ausgezeichnet. Da sie während der Dreharbeiten zur zweiten Staffel schwanger war, wurde ihre Schwangerschaft in die Handlung eingebaut. Ihre Tochter kam am 4. November 2004 zur Welt.
Laurel Holloman war von 2002 bis 2012 mit dem Set-Designer Paul Macherey verheiratet und lebte mit ihm, der gemeinsamen Tochter und einer Adoptivtochter in Los Angeles. 

## Filmografie (Auswahl)
- 1995: The Incredibly True Adventure of Two Girls in Love
- 1997: The Myth of Fingerprints
- 1997: Boogie Nights
- 1999: Lush
- 1999: Loser Love
- 1999: Tumbleweeds
- 1999: Loving Jezebel
- 1999: Chapter Zero
- 1999: Cherry
- 2001: The Rising Place
- 2001: Last Ball
- 2001: Popcorn Shrimp
- 2002: Alone
- 2002: Angel – Jäger der Finsternis (Angel, 8 Episoden)
- 2003: Without a Trace – Spurlos verschwunden (Without a Trace)
- 2004–2009: The L Word – Wenn Frauen Frauen lieben (The L Word)
- 2010: Castle (Folge 2x01 Tödliche Schulden)
- 2010: Gigantic
- 2019–2023: The L Word: Generation Q (Fernsehserie, 10 Episoden)

## Malerei
Laurel Holloman hat eine Serie von Gemälden für den „Maasai Wilderness Conservation Fund“ versteigert. Mit dem Verkauf ihrer Bilder unterstützt sie auch andere Hilfsorganisationen wie Ärzte ohne Grenzen und die Hart Foundation.
Ausstellungen
- 2012: Coeur Libre (Einzelausstellung), Paris, Frankreich  und  Free Falling, Venedig, Italien
- 2013: All The World Inside (Einzelausstellung), Palazzo „Italia“,  Berlin,  Deutschland
- 2013: Swell, Bild bei der Gruppenausstellung Nell'Acqua Capisco bei der Biennale di Venezia
- 2014: The Fifth Element (Einzelausstellung), Paris, Frankreich
- 2014: The Opera Gallery, Monaco, Frankreich
- 2014: 2 Bienal Internacional de Arte Contemporáneo de Argentina (2. Internationale Biennale für Moderne Kunst, Buenos Aires, Argentinien, Centro Cultural Borges)
- 2014: Wynwood Art Selection, Miami, Florida, USA (Bilder Into The Woods und Map of the World)
- 2015: X Biennale di Firenze, Florenz, Italien
- 2015: The Innocents (Einzelausstellung),  Mernier Gallery, London, England
- 2016: "Everglow" (Einzelausstellung), Museum Jan van der Togt, 8. Juli – 28. August, Amstelveen, Niederlande
- 2017: "Fertile Ground" (Einzelausstellung), Bankside Gallery, 4. Juli – 16. Juli, London, Großbritannien
- 2017: Museo Ateneo de Madrid, Eine Sammlung Kunst aus Spanien und Lateinamerika, Madrid, Spanien
- 2018: "Color Forest" (Duo-Ausstellung mit Bildhauerin Susi Kramer) Fondazione Luciana Matalon, Mailand, Italien

## Auszeichnungen
- 2014: Erster Preis in der Kategorie das beste Werk der Gesamtausstellung für das Bild The Reach, 2 Bienal Internacional de Arte Contemporáneo de Argentina
- 2015: Preis in der Kategorie Malerei für das Bild Into The Woods, X Biennale di Firenze